# Džahángír
Núruddín Džahángír (20. září 1569 – 8. listopadu 1627) byl od roku 1605 až do své smrti mughalským císařem. Jeho předchůdcem byl Akbar, jeho nástupcem Šáhdžahán.

## Mládí
Byl prvorozeným dítětem císaře Akbara a po narození dostal jméno Salím, na počest súfíského mystika, který jeho narození předpověděl. Jeho matkou byla rádžputská princezna. Stejně jako jeho dva mladší bratři Danijál a Murád také Salím záhy propadl alkoholu a drogám, na rozdíl od bratrů se však svých závislostí dokázal po nástupu na trůn částečně zbavit. V období dospívání měl s otcem stálé konflikty, svedl například Akbarovu oblíbenou konkubínu nebo v jeho nepřítomnosti nechal popravit dvorního kronikáře Abúl Fazla, neboť žárlil na přízeň, jíž Akbar tohoto svého oblíbence zahrnoval.
Akbar pokládal Salíma za neschopného a nedlouho před smrtí dokonce uvažoval o tom, že jej vyřadí z nástupnictví a svým následníkem
ustanoví Salímova prvnorozeného syna, šestnáctiletého Chusraua. Nakonec však své rozhodnutí změnil a na smrtelném loži ustanovil nástupcem Salíma.

## Vláda
Po nástupu na trůn přijal Salím jméno Džahángír (persky Dobyvatel světa). Počátek jeho vlády byl poznamenán povstáním prince Chusraua, který se s podporou důstojníků, části šlechty a Sikhů pokusil otce připravit o trůn. Bylo poražen a poté, co se otce pokusil zavraždit, roku 1607 oslepen. Chusraův spojenec Ardžan, pátý guru Sikhů, byl na císařův rozkaz uvězněn a roku 1606 v Láhauru zemřel na následky mučení. Tímto činem se datuje počátek konfilktů mezi Sikhy a Mughalskou říší.
Již před nástupem na trůn měl Džahángír tři manželky, vesměs rádžputského původu, jeho nejoblíbenější manželkou však byla krásná Mirunissa, zvaná Núr Džahán, dcera perského šlechtice Gijáze Bega. V době, kdy se s Džahángírem seznámila, již byla zasnoubena s důstojníkem Afghánem Begem, císař ovšem tento problém vyřešil po svém a po nástupu na trůn nechal jejího muže popravit. Tato ambiciózní žena se zejména v pozdějším období Džahángírovy vlády těšila většímu vlivu než sám císař, který trpěl astmatem, následky alkoholismu a závislostí na opiu. Od roku 1621 se jeho stav zhoršil natolik, že se vůbec neúčastnil veřejného života a ponechal veškerou iniciativu své manželce.
Za vlády Džahángíra počalo výraznější pronikání Angličanů do Indie, roku 1611 získal sir William Hawkins od císaře obchodní koncesi pro Východoindickou společnost a roku 1613 pobýval na císařském dvoře v Ágře vyslanec anglického krále Jakuba sir Thomas Roe.
Džahángír byl nábožensky tolerantní, oficiálně vyznával islám, byl však značně ovlivněný i hinduismem a křesťanstvím. Stejně jako jeho otec rád rozmlouval s jezuitskými misionáři. Byl velkým milovníkem lovu, malířství, literatury a zahradnictví. Jeho paměti Tzuk e-Džahángírí jsou psány vytříbenou perštinou a císař se v nich hojně vyznává ze svých slabostí, především lásky k lovu, vínu a dobrému jídlu.